# Saint-Pardoux-l'Ortigier
Saint-Pardoux-l'Ortigier è un comune francese di 477 abitanti situato nel dipartimento della Corrèze nella regione della Nuova Aquitania.

## Società

### Evoluzione demografica
Abitanti censiti